# Kazuki Takahashi
Kazuo Takahashi (高橋 一雅 Takahashi Kazuo?), más conocido por su nombre artístico 
Kazuki Takahashi (高橋 和希 Takahashi Kazuki?, Tokio, 4 de octubre de 1961-Nago, Okinawa, 4 de julio de 2022), fue un mangaka japonés, creador del manga Yu-Gi-Oh! del que se han hecho animes muy destacados: Yu-Gi-Oh! de Toei Animation y Yu-Gi-Oh! Duel Monsters (más conocido internacionalmente como Yu-Gi-Oh!) y algunos videojuegos.

## Biografía
En 1981, su obra ING! Love Ball ganó el octavo premio Shogakukan Newcomer Comics y se publicó en el número 31 de Weekly Shonen Sunday, bajo el nombre de Hajime Miyabi.
A la edad de 20 años, mientras trabajaba como diseñador comercial en una compañía de juegos, comenzó a aspirar seriamente a convertirse en artista de manga y comenzó a presentar sus propios trabajos mientras trabajaba como asistente.
En 1986 debutó en la revista Weekly Shonen. Con el lanzamiento de la versión manga del anime GoQ Chouji Ikkiman bajo el nombre de Takahashi Kazuo.
En 1990 publicó su obra Tōkiō no Taka en Weekly Shōnen Jump. 
En 1991 comenzó a serializar Tennenshoku Danji BURAY en Weekly Shōnen Jump. Obra que terminó con dos volúmenes de manga y fue publicado desde 1991 hasta 1992.
En 1996 cambió su seudónimo a Kazuki Takahashi y comenzó a serializar Yu-Gi-Oh! en Weekly Shōnen Jump.
En 1998 su obra Yu-Gi-Oh! se comenzó a transmitir en TV Asahi.
En 2000 el anime Yu-Gi-Oh! de Toei Animation fue rehecho y se transmitió TV Tokyo bajo el título Yu-Gi-Oh! Duel Monsters. Ocupó el primer lugar en la lista de riqueza cultural de contribuyentes, siendo el monto del impuesto pagado de 420 millones de yenes.
En 2004 finalizó la serialización de Yu-Gi-Oh!. Posteriormente supervisó obras de manga como Yu-Gi-Oh! R creado por Akira Itō y Yu-Gi-Oh! GX creado por Naoyuki Kageyamay, proporcionó ideas y diseños originales para la serie de anime y juegos.
En 2013 su primer one-shot en aproximadamente nueve años, DRUMP, fue publicado en el número 49 de Weekly Shōnen Jump.
En 2015 ganó el premio Inkpot de la Convención de cómics de San Diego.
En 2016 en TRANSCEND GAME, Yu-Gi-Oh! fue anunciado en los números 19 y 20 de Weekly Shōnen Jump. En abril, para conmemorar el 20.º aniversario de la serialización del manga original, se lanzó una secuela del manga original, Yu-Gi-Oh! THE DARK SIDE OF DIMENSIONS, como película animada. El 2 de mayo de 2016 en la edición número 8 Jump Style! Lección de manga con DVD incluido, mostró su taller y sus dibujos con una tableta gráfica en Corel Painter. 
En 2018, la serie corta THE COMIQ se publicó en los números 46 al 52 de Weekly Shōnen Jump.
En 2019 como parte de una colaboración entre el departamento editorial de Shonen Jump+ y Marvel Comics, se lanzó una historia única con la temática de Iron Man y Spider-Man, SECRET REVERSE.
El 4 de julio de 2022 se perdió en el mar mientras intentaba rescatar a alguien arrastrado por una corriente de resaca en el mar frente de Onna, Prefectura de Okinawa. Dos días después, la Guardia Costera de Japón descubrió su cuerpo en la costa de Nago, Prefectura de Okinawa.
Le gustaba jugar a juegos como el shōgi (ajedrez japonés), mahjong (juego tradicional chino), juegos de cartas y juegos de mesa.

### Muerte
El 6 de julio de 2022 su cuerpo fue encontrado en la costa de Nago, Okinawa, por oficiales de la Guardia Costera de Japón, después de un informe civil. Estuvo usando equipo de snorkel en el momento de su muerte. Viajó sin compañía en Okinawa, y una compañía de alquiler de automóviles contactó a la policía diciendo que no conseguían comunicarse con él, lo que llevó a la guardia costera a sospechar que el cuerpo era suyo. Las autoridades dijeron que había lesiones en el vientre y las partes inferiores del cuerpo que aparentemente fueron causadas por mordeduras de un tiburón u otras criaturas marinas. Sin embargo un reporte del Departamento de Defensa de los Estados Unidos (vía Stars and Stripes) revela nueva información. El Mayor Robert Bourgeau del ejército de los Estados Unidos, quien se encontraba en el lugar de los hechos. Según explicó, en ese momento había mal tiempo, lo que generaba problemas en el agua. Bajo ese contexto, avistó a tres bañistas en apuros, ante lo que decidió actuar y lanzarse al rescate. Pero en las declaraciones del Mayor menciona que no fue el único que intentó salvar a las personas, ya que otro hombre acudió en labores de rescate. Se trataba justamente de Kazuki Takahashi, quien hizo lo propio ante la situación de riesgo que vivían los sujetos. Pero la fuerte corriente del agua lo arrastró y le impidió salir con vida de su heroica intervención. Si bien Bourgeau logró rescatar a la familia que estaba en peligro, en colaboración con Kazuki, fue la última vez que se vio con vida al creador de Yu-Gi Oh!, de quien se iba perdiendo el rastro poco a poco.
Un par de días después se encontró el cuerpo de Takahashi sin vida, confirmando su muerte. Además, en el reciente informe militar, el Mayor del ejército de EE. UU. menciona al artista como “un héroe” que “murió tratando de salvar a alguien más”.
.

## Obras
Como Hajime Miyabi
- ¡ING! Love Ball (ING!ラブボール ) (1981, Weekly Shonen Sunday, Shogakukan)
- Kyōgaku Sensen SOS!! (共学戦線SOS！！) (1982, Weekly Shōnen Sunday, Shogakukan)
- Ano Ko ni Scramble (あの娘にスクランブル) (1982, Weekly Shōnen Sunday, Shogakukan)
- Yū Yua Yū (勇ユア優) (1982, Weekly Shōnen Sunday, Shogakukan)
- Hajimemashite Ran Desu!! (はじめまして蘭です！！) (1983, Weekly Shōnen Sunday, Shogakukan)

Como Kazuo Takahashi
- GoQ Chouji Ikkiman  (剛Q超児イッキマン) (1986, Weekly Shōnen Megazine, Kodansha, 2 volúmenes, historia original de Yasuo Tanamiya)
- Tokiō no Taka (闘輝王の鷹) (1990, one-shot, Weekly Shōnen Jump, Shūeisha)
- Battle Mind (バトルマインド) (1991, one-shot, Weekly Shōnen Jump, Shūeisha)
- Tennenshoku Danji Buray (天燃色男児BURAY) (1991–1992, Weekly Shōnen Jump, Shūeisha)

Como Kazuki Takahashi
- Yu-Gi-Oh! (遊☆戯☆王) (1996–2004, Weekly Shōnen Jump, Shūeisha)

- Drump (2013, one-shot, Weekly Shōnen Jump, Shūeisha)

- The Comiq (2018, Weekly Shōnen Jump, Shūeisha)

- Secret Reverse (2019, Shōnen Jump+, Shūeisha)

Otros
- Button (2010, Studio Dice official website)